# Петрињано (Ријети)
Петрињано је насеље у Италији у округу Ријети, региону Лацио.
Према процени из 2011. у насељу је живело 40 становника. Насеље се налази на надморској висини од 831 м.